# Phare de Skellig Michael
Le phare de Skellig Michael est un phare d'Irlande situé sur l'île de Skellig Michael dans le comté de Kerry. Il est géré par les Commissioners of Irish Lights.

## Histoire
Vers 1826, l'île est vendue par son dernier propriétaire privé au Ballast Board of Ireland, lequel souhaite y dresser un phare. Selon un visiteur de l'époque, Crofton Croker, « le directeur des travaux avait élu temporairement domicile (...) au sommet du pic le moins élevé, entouré de huit ou neuf petites cellules de pierre ressemblant à des ruches » et « converties en casemates pour entreposer la poudre devant servir à faire sauter le rocher »,.
Ce premier phare était une tour en pierre d'environ 7 m de haut. Il a été désactivé en 1870. La lanterne a été enlevée et les ruines de la maison en pierre du gardien sont encore visibles au-dessus du phare moderne.
Le second phare date de 1967. La tour cylindrique, avec lanterne et galerie, est construite en pleine falaise et mesure 12 m. Une maison de gardien est attenante avec un muret de protection en pierre. Il émet, 53 m au-dessus du niveau de la mer, trois flashs blancs espacés de 2,5 secondes toutes les 15 secondes. Le site est accessible et la tour est fermée.